# 華信能源
中國華信能源有限公司，簡稱中國華信能源，以及華信能源（英語：CEFC China Energy Company Limited），於1980年1月成立，註冊資本105億人民幣，上海能源基金投資有限公司持有99.05%的股权。2020年破产。

## 简介
到了2002年，華信能源成立董事會，董事長為叶简明，首席執行官為陈秋途，業務在國內和全球經營海外油气资源投资与开发，石油产品及农化产品加工生产，军用产品研发与生产，石油、化工及天然气产品进出口贸易和金融交易、租赁、保理、电子结算。
到了2012年成立「中安联合能源有限公司」和2013年成立「上海能源基金投资有限公司」，在2014年7月，它們分別持有2.17%和97.83%股權。
截至2015年9月末，華信能源下屬控股子公司共計57家，其中一級子公司19家，二級子公司26家，三級子公司10家，四級子公司1家，五級子公司1家；參股公司8家，其中合營企業1家，聯營企業1家，其它6家。
在2014年被美國財富雜誌獲排名為349位；2015年，再排名為342位；，2016年，再排名為229位。
2017年3 月 29 日，華信能源與美國知名上市綜合金融服務公司考恩集團 (Cowen Group) 簽署戰略投資協議，以 1 億美元收購考恩集團 19.9% 股權，還對其長期戰略性投資合作提供為期 6 年的 1.75 億美元債務融資。該項交易讓中國華信成為考恩集團第一大股東。
2017年9月8日，華信能源旗下持有63.8%股權的海南華信國際以90億美元(702億港元)收購嘉能可和卡達主權基金所持有的俄羅斯石油15.02亿股约占14.16％的股份，交易後，華信將成為俄羅斯石油第三大股東，僅次於俄羅斯政府的五成與英國石油的兩成。
2018年華信能源引入中國華融旗下華融瑞通成為海南華信股東（持股36.2%），2月13日，註冊資本再由202.51億元增至258.43億人民幣。海南華信股東變更為上海華信國際和華融瑞通，顯示華信國合已退出。
2018年5月6日嘉能可和其卡塔爾主權基金（QIA）組成的財團已經放棄以91億美元向中國華信出售俄羅斯國家石油公司Rosneft的14.16%股權。

## 華信能源股權結構
1. 苏卫忠，李勇，郑雄斌，持有上海中安联合投资基金股份有限公司50%，49%和1%股权
2. 臧建军，葉簡明持有上海金磚股權投資基金有限公司95%，5%
3. 上海中安联合投资基金股份有限公司持有中国华信国际股权投资有限公司80%股权
4. 上海金磚股權投資基金有限公司持有中国华信国际股权投资有限公司20%股权
5. 中国华信国际股权投资有限公司持有上海能源基金投资有限公司100%股权，
6. 上海能源基金投资有限公司持有中国华信能源有限公司99.05%的股权；

## 旗下公司
1. 苏卫忠，郑雄斌，上海中安联合投资基金股份有限公司持有上海市华信金融控股有限公司50%，40%和10%股权
2. 華信能源持有上海华信国际集团有限公司50.5%股权。
3. 上海市华信金融控股有限公司持有上海华信国际集团有限公司30%股权。
4. 中國華信國際股權投資有限公司持有上海华信国际集团有限公司19.5%股权
5. 上海华信国际集团有限公司持有上海华信证券有限责任公司100%股权
6. 中国华信能源有限公司持有中信國際資產管理有限公司15%股权
7. 上海华信国际集团有限公司和华信石油（广东）有限公司持有上海华信集团资产经营有限公司
8. 上海华信集团资产经营有限公司持有华信商业有限公司
9. 华信商业有限公司持有厦门市湖里区华信明天广场
10. 上海华信国际集团有限公司持有海南银行股份有限公司12%股权
11. 上海华信国际集团有限公司持有安徽华信国际控股股份有限公司60.78%股权(深圳 002018)
12. 安徽华信国际控股股份有限公司持有华信（福建）石油有限公司100%股权，
13. 安徽华信国际控股股份有限公司持有华油天然气股份有限公司19.67%股权
14. 中国华信能源有限公司持有捷克旅行航空公司Travel Service10%
15. 捷克旅行航空公司持有捷克航空公司34%股权
16. 中国华信能源有限公司持有山东华信国际控股有限公司100%股权
17. 上海华信国际集团有限公司持有华信万达期货股份有限公司65%股权
18. 上海华信国际集团有限公司和山东华信国际控股有限公司持有海南华信国际控股有限公司
19. 海南华信国际控股有限公司持有海南华信石油基地有限公司100%股权
20. 海南华信国际控股有限公司持有捷克最大金融J&T Finance50%股权
21. J&T Finance擁有J&T銀行和斯洛伐克郵政儲蓄銀行(“POBA”)
22. 捷克J&T金融集团持有捷克EPH能源集团
23. 捷克EPH能源集团持有斯洛伐克电力公司66%股份
24. 中国华信能源有限公司持有布拉格斯拉維亞體育俱樂部60%
25. 中国华信能源有限公司持有KMG International N.V.公司51%
26. 上海恒丰—华信工业装备投资控股有限公司持有捷克ZDAS日嘉斯钢铁
27. 海南华信国际持有捷克老博克啤酒集团70%

## 腐败丑闻
叶简明通过王三运的关系结识了国家开发银行董事长胡怀邦，依靠贿赂违规获得国开行48亿美元的授信贷款，最后无力偿还给国资造成了巨大损失。

## 連結
- cefc.co